# Thyene typica
Thyene typica är en spindelart som beskrevs av Jastrzebski 2006. Thyene typica ingår i släktet Thyene och familjen hoppspindlar. Inga underarter finns listade i Catalogue of Life.